# Polánka
Polánka (deutsch Polanka) ist eine Gemeinde mit 47 Einwohnern in Tschechien. Sie liegt sieben Kilometer südwestlich von Nepomuk und gehört zum Okres Plzeň-jih. Die Katasterfläche beträgt 512 ha.

## Geographie
Polánka befindet sich in 570 m ü. M. am Fuße des Vlčí jáma (649 m). Der Ort liegt auf einer größeren Waldlichtung im Planitzer Hügelland südlich der Neuras-Nepomuker-Senke im Quellgebiet der Kamenice.

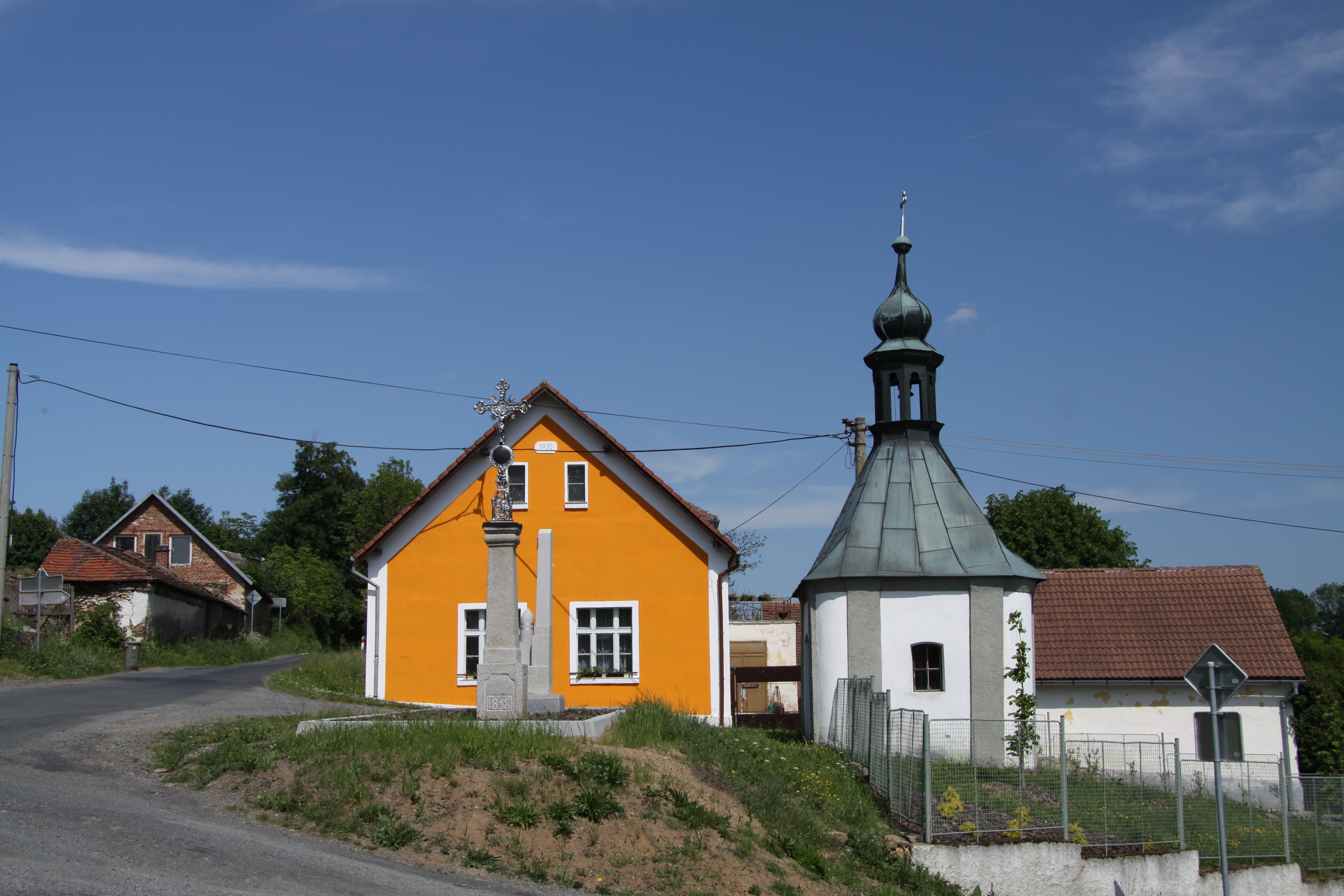

Nachbarorte sind Soběsuky im Norden, Kramolín im Nordosten, Baníř, Čínov und U Jandů im Osten, Draha, Nový Dvůr und Kovčín im Südosten, Myslív und Nehodiv im Süden, Pohoří im Südwesten, sowie Bližanovy und Neurazy im Westen.

## Geschichte
Die erste urkundliche Erwähnung von Polánka stammt von 1381.
Im Südosten des Dorfes nahe der Polánecký Mlýn entstand eine Ferienhaussiedlung.

## Sehenswürdigkeiten
- Kapelle am Dorfplatz

## Gemeindegliederung
Für die Gemeinde Polánka sind keine Ortsteile ausgewiesen. Zum Ort gehört die Einschicht Polánecký Mlýn.